# Selección de fútbol sala de Baréin
La Selección de fútbol sala de Baréin es el equipo que representa al país en la Copa Mundial de fútbol sala de la FIFA, en el Campeonato Asiático de Futsal y en el Campeonato de Futsal de la WAFF; y es controlado por la Federación de Fútbol de Baréin.

## Estadísticas

### Copa Mundial de Futsal FIFA
| Copa Mundial de fútbol sala de la FIFA | Copa Mundial de fútbol sala de la FIFA | Copa Mundial de fútbol sala de la FIFA | Copa Mundial de fútbol sala de la FIFA | Copa Mundial de fútbol sala de la FIFA | Copa Mundial de fútbol sala de la FIFA | Copa Mundial de fútbol sala de la FIFA | Copa Mundial de fútbol sala de la FIFA |
| Año                                    | Ronda                                  | J                                      | G                                      | E                                      | P                                      | GF                                     | GC                                     |
| -------------------------------------- | -------------------------------------- | -------------------------------------- | -------------------------------------- | -------------------------------------- | -------------------------------------- | -------------------------------------- | -------------------------------------- |
| 1989 - 2008                            | No participó                           | No participó                           | No participó                           | No participó                           | No participó                           | No participó                           | No participó                           |
| 2012                                   | No clasificó                           | No clasificó                           | No clasificó                           | No clasificó                           | No clasificó                           | No clasificó                           | No clasificó                           |
| 2016                                   | No clasificó                           | No clasificó                           | No clasificó                           | No clasificó                           | No clasificó                           | No clasificó                           | No clasificó                           |
| 2021                                   | No clasificó                           | No clasificó                           | No clasificó                           | No clasificó                           | No clasificó                           | No clasificó                           | No clasificó                           |
| 2024                                   | No clasificó                           | No clasificó                           | No clasificó                           | No clasificó                           | No clasificó                           | No clasificó                           | No clasificó                           |
| Total                                  | 0/10                                   | -                                      | -                                      | -                                      | -                                      | -                                      | -                                      |

### Copa Asiática de Futsal de la AFC
| Copa Asiática de Futsal de la AFC | Copa Asiática de Futsal de la AFC | Copa Asiática de Futsal de la AFC | Copa Asiática de Futsal de la AFC | Copa Asiática de Futsal de la AFC | Copa Asiática de Futsal de la AFC | Copa Asiática de Futsal de la AFC | Copa Asiática de Futsal de la AFC |
| Año                               | Ronda                             | J                                 | G                                 | E                                 | P                                 | GF                                | GC                                |
| --------------------------------- | --------------------------------- | --------------------------------- | --------------------------------- | --------------------------------- | --------------------------------- | --------------------------------- | --------------------------------- |
| 1999 - 2001                       | No participó                      | No participó                      | No participó                      | No participó                      | No participó                      | No participó                      | No participó                      |
| 2002                              | Fase de grupos                    | 4                                 | 1                                 | 1                                 | 2                                 | 18                                | 29                                |
| 2003                              | No participó                      | No participó                      | No participó                      | No participó                      | No participó                      | No participó                      | No participó                      |
| 2004                              | No participó                      | No participó                      | No participó                      | No participó                      | No participó                      | No participó                      | No participó                      |
| 2005                              | No participó                      | No participó                      | No participó                      | No participó                      | No participó                      | No participó                      | No participó                      |
| 2006                              | No participó                      | No participó                      | No participó                      | No participó                      | No participó                      | No participó                      | No participó                      |
| 2007                              | No participó                      | No participó                      | No participó                      | No participó                      | No participó                      | No participó                      | No participó                      |
| 2008                              | No participó                      | No participó                      | No participó                      | No participó                      | No participó                      | No participó                      | No participó                      |
| 2010                              | No clasificó                      | No clasificó                      | No clasificó                      | No clasificó                      | No clasificó                      | No clasificó                      | No clasificó                      |
| 2012                              | No clasificó                      | No clasificó                      | No clasificó                      | No clasificó                      | No clasificó                      | No clasificó                      | No clasificó                      |
| 2014                              | No participó                      | No participó                      | No participó                      | No participó                      | No participó                      | No participó                      | No participó                      |
| 2016                              | No clasificó                      | No clasificó                      | No clasificó                      | No clasificó                      | No clasificó                      | No clasificó                      | No clasificó                      |
| 2018                              | Cuartos de final                  | 4                                 | 1                                 | 1                                 | 2                                 | 6                                 | 7                                 |
| 2022                              | Fase de grupos                    | 3                                 | 0                                 | 1                                 | 2                                 | 8                                 | 14                                |
| 2024                              | Fase de grupos                    | 3                                 | 0                                 | 0                                 | 3                                 | 6                                 | 10                                |
| Total                             | 4/17                              | 14                                | 2                                 | 3                                 | 9                                 | 38                                | 60                                |

### Copa Árabe de Futsal
| Copa Árabe de Futsal | Copa Árabe de Futsal | Copa Árabe de Futsal | Copa Árabe de Futsal | Copa Árabe de Futsal | Copa Árabe de Futsal | Copa Árabe de Futsal | Copa Árabe de Futsal |
| Año                  | Ronda                | J                    | G                    | E                    | P                    | GF                   | GC                   |
| -------------------- | -------------------- | -------------------- | -------------------- | -------------------- | -------------------- | -------------------- | -------------------- |
| 1998 - 2008          | No participó         | No participó         | No participó         | No participó         | No participó         | No participó         | No participó         |
| 2021                 | Semifinales          | 4                    | 2                    | 0                    | 2                    | 9                    | 11                   |
| 2022                 | No participó         | No participó         | No participó         | No participó         | No participó         | No participó         | No participó         |
| Total                | 1/6                  | 4                    | 2                    | 0                    | 2                    | 9                    | 11                   |

### Juegos Asiáticos Bajo Techo
| Futsal en los Juegos Asiáticos Bajo Techo | Futsal en los Juegos Asiáticos Bajo Techo | Futsal en los Juegos Asiáticos Bajo Techo | Futsal en los Juegos Asiáticos Bajo Techo | Futsal en los Juegos Asiáticos Bajo Techo | Futsal en los Juegos Asiáticos Bajo Techo | Futsal en los Juegos Asiáticos Bajo Techo | Futsal en los Juegos Asiáticos Bajo Techo | Futsal en los Juegos Asiáticos Bajo Techo |
| Año                                       | Ronda                                     | J                                         | G                                         | E                                         | P                                         | GF                                        | GC                                        | DIF                                       |
| ----------------------------------------- | ----------------------------------------- | ----------------------------------------- | ----------------------------------------- | ----------------------------------------- | ----------------------------------------- | ----------------------------------------- | ----------------------------------------- | ----------------------------------------- |
| 2005                                      | No participó                              | No participó                              | No participó                              | No participó                              | No participó                              | No participó                              | No participó                              | No participó                              |
| 2007                                      | No participó                              | No participó                              | No participó                              | No participó                              | No participó                              | No participó                              | No participó                              | No participó                              |
| 2009                                      | Fase de grupos                            | 3                                         | 0                                         | 1                                         | 2                                         | 10                                        | 16                                        | -10                                       |
| 2013                                      | No participó                              | No participó                              | No participó                              | No participó                              | No participó                              | No participó                              | No participó                              | No participó                              |
| Total                                     | 1/4                                       | 3                                         | 0                                         | 1                                         | 2                                         | 10                                        | 16                                        | -6                                        |

### Campeonato de la WAFF
| Campeonato de Futsal de la WAFF | Campeonato de Futsal de la WAFF | Campeonato de Futsal de la WAFF | Campeonato de Futsal de la WAFF | Campeonato de Futsal de la WAFF | Campeonato de Futsal de la WAFF | Campeonato de Futsal de la WAFF | Campeonato de Futsal de la WAFF | Campeonato de Futsal de la WAFF |
| Año                             | Ronda                           | J                               | G                               | E                               | P                               | GF                              | GC                              | DIF                             |
| ------------------------------- | ------------------------------- | ------------------------------- | ------------------------------- | ------------------------------- | ------------------------------- | ------------------------------- | ------------------------------- | ------------------------------- |
| 2007                            | No participó                    | No participó                    | No participó                    | No participó                    | No participó                    | No participó                    | No participó                    | No participó                    |
| 2009                            | 4.º lugar                       | 4                               | 2                               | 0                               | 2                               | 19                              | 24                              | -5                              |
| 2012                            | No participó                    | No participó                    | No participó                    | No participó                    | No participó                    | No participó                    | No participó                    | No participó                    |
| 2022                            | Fase de grupos                  | 3                               | 1                               | 2                               | 0                               | 10                              | 5                               | +5                              |
| Total                           | 2/4                             | 7                               | 3                               | 2                               | 2                               | 29                              | 29                              | 0                               |